# Уртамурун
Уртамурун (баш. Уртаморон) — гора Южного Урала в Ишимбайском районе Башкортостана.

## Описание
Находится в северо-восточной части района в междуречье Раузяка и Усолки (башк. Көгөш). К востоку от неё — гора Саитбашмак (631 м), к западу — гора Улутау.
Абсолютная высота — 594 м. Склоны пологие. Сложена кварцитами, песчаниками рифея.

## Топоним
Название «Уртамурун» (баш. Уртаморон) происходит от слов «урта» (средний, срединный) и «морон» — выступ, мыс

## Ландшафт
Представлен широколиственными лесами на серой лесной почве.